# Семенюта, Александр Константинович
Александр Константинович Семенюта (1883—1910) — анархист, организатор и вдохновитель гуляйпольской группы анархо-коммунистов «Союз вольных хлеборобов».

## Биография
Александр родился в 1883 году в семье бывшего крепостного в селе Гуляйполя, Александровского уезда, Екатеринославской губернии. До женитьбы батрачил в экономии Янцена.
В 1902 году был призван в армию. В Одессе познакомился с белостокскими анархистами (так называемыми чернознаменцамии) и вступил в их организацию. Состоял в боевом отряде террористов. В 1903 году дезертировал из армии.
В 1904 году Семенюта появился в Гуляйполе и начал организовывать революционную группу. После создания анархистской организации Союза бедных хлеборобов, во главе с Антони его заместителями стали братья Семенюты Александр и Прокофий.
С 1905 активный участник Боевой Интернациональной группы анархо-коммунистов, задачи которой были: организация экономических, политических, террористических актов. Семенюта — один из организаторов и вдохновителей гуляйпольской группы «Союз бедных хлеборобов» .
В 1908 году Семенюта совершил экспроприации (грабежи) в Ногайске и в Мелитополе, сумма экспроприаций составили 20 тыс. рублей.
После разгрома СБХ в 1909 году и ареста большинства её членов Семенюта бежал заграницу в Бельгию. Во время следствия в апреле 1909 года пристав Караченцев получил из Бельгии открытое письмо следующего содержания:
«Село Гуляй-Поле Екатеринославской губернии волостное правление, получить Караченцеву, черту рябому. Господин пристав, я слыхал, что вы меня очень разыскиваете и желаете видеть. Если это верно, то прошу пожаловать в Бельгию, здесь свобода слова и можно спокойно переговорить. Александр Семенюта, анархист Гуляй-Поля».
В феврале 1909 году Семенюта вернулся в Гуляйполе, и убил пристава Караченцева при выходе с театра «Колезей».
Семенюта остался в Российской империи и продолжал борьбу. Он был неуловимым, как призрак. Например, в Екатеринославе, прямо среди белого дня, на людной улице, вдвоём с Яковом Бондаренко застрелили помощника пристава Мрачека.

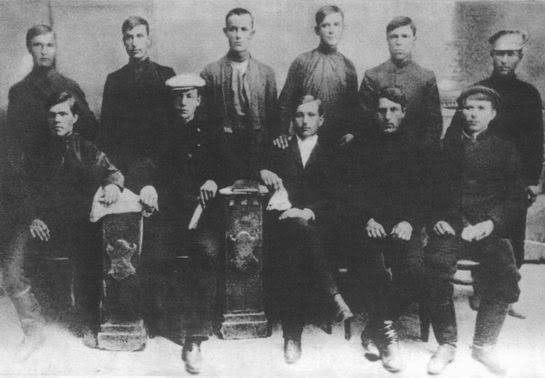
Семенюта вместе с другими украинскими анархистами (В т.ч Нестором Махно)

Прошло время, и в страду Александр вместе со своей боевой подругой и женой Марфой Пивневой заехал в Гуляйполе. Остановились в доме Шаровских. Но их выдали. Дом был окружен полицией и казаками, завязалась перестрелка. Полицейские подожгли хату и предложили всем из нее выйти. Александр с маузером в руке вышел на порог охваченной огнем хаты, посмотрел на казаков, полицейских, на стоящую вдалеке толпу крестьян оценил свое безвыходное положение и вернулся в хату. Попрощался с Марфой. Выстрелил в нее и застрелился сам. Но Марфа оказалась раненой, и её спас казак, вынеся из пылающего дома.
Раненую ее доставили в больницу, вскоре она, окрепнув, бежала.
Жена Пивнева Марфа, уроженка г. Александровска, анархо-коммунистка, вторая жена А. Семенюты. До 1930 года жила в г. Александровске. В 1966 году она все еще жила в Запорожье, в свои 80 лет сохраняя ясный разум и крепкую память.